# Médaille commémorative de la Marche sur Rome
La médaille commémorative de la Marche sur Rome est une médaille du royaume d'Italie créée par la direction du Parti national fasciste (Partito Nazionale Fascista - PNF) avec une feuille d'ordre de la milice volontaire pour la sécurité nationale (Milizia Volontaria per la Sicurezza Nazionale - MVSN) du 31 décembre 1923 pour commémorer la prise de pouvoir de Benito Mussolini en 1922 et le début de l'ère fasciste.
La médaille est attribuée respectivement en or à Benito Mussolini, aux quattuorvirs et au secrétaire administratif du PNF Giovanni Marinelli, en argent aux 19 commandants des colonnes des escadrons organisés pour converger vers Rome, et en bronze à tous ceux qui, en tant que membres du Parti national fasciste, ont participé à la marche sur Rome entre le 27 octobre et le 1er novembre 1922.
Le décret royal n° 273 du 31 janvier 1926 autorise également les membres de la MVSN. Une deuxième disposition, donnée par le décret royal n° 2485 du 1er novembre 1928, en accordait l'usage aux militaires qui, le 28 octobre 1922, ne servaient pas dans les forces armées de l'État. Enfin, le plein droit de porter l'insigne par tous les membres des forces armées italiennes (Forze armate italiane - FF.AA.) a été accordé par le décret royal n° 1179 du 15 juillet 1938.
Par feuille d'ordre du parti, en date du 7 décembre 1931, la médaille d'argent attribuée à Achille Starace, en tant que chef de colonne, est commuée en or à l'occasion de sa nomination comme secrétaire du PNF.

## Insignes

### Médaille
La médaille se compose d'un disque d'un diamètre de 34 mm et d'une pièce de rechange ;
sur l'avers
Une victoire ailée tenant une couronne de chêne de la main droite et soutenant une fasce de licteur de la main gauche. Derrière la figure se trouvent des insignes de légionnaires, des fasces de licteurs et des poignards romains ;
au verso
Au centre se trouve un espace carré vide où le destinataire pourrait faire graver son nom. À la base de l'espace carré figurent les initiales "FM Lorioli & Castelli Milano" et "EB Mod. Rip. Ris (incusso)". L'espace carré est délimité par quatre faisceaux de licteur. La bordure est bordée d'un double cercle dans lequel sont gravées les légendes "Marcia Su Roma", en haut, et "27 ottobre-1 novembre 1922" (27 octobre-1er novembre 1922), en bas. Entre les légendes se trouvent deux petites étoiles.

### Ruban
Le ruban de 37 mm est divisé en deux verticalement, à gauche le rouge-amarante et à droite le jaune : les couleurs de la municipalité de Rome.

## Récipiendaires de la médaille d'Or
- Benito Mussolini
- Emilio De Bono
- Cesare Maria De Vecchi
- Italo Balbo
- Michele Bianchi

## Source
- (it) Cet article est partiellement ou en totalité issu de l’article de Wikipédia en italien intitulé « Medaglia commemorativa della Marcia su Roma » (voir la liste des auteurs).